# 로만 키나스트
로만 키나스트(독일어: Roman Kienast, 1984년 3월 29일, 잘츠부르크 주 잘츠부르크 ~)는 오스트리아의 프로 축구 선수로, 현재 로켄하우스-라터스도프의 스트라이커로 활약하고 있다. 그는 퍼스트 비엔나의 U-18 감독도 겸직하고 있다.

## 클럽 경력
키나스는 14세의 나이로 라피트 빈의 유소년부에 입단했다. 그는 2002년에 소속 구단의 1군으로 신고식을 치렀다. 이어지는 2년 동안, 그는 오스트리아 분데스리가 경기에 24번 출전했지만, 1골도 넣지 못했다. 2004년, 그는 라인도르프 알타흐로 임대되어 오스트리아 리그 1(오스트리아 2부 리그) 경기에 출전했다. 6번의 경기에서 4골을 넣은 그는 바로 라피트 빈으로 복귀했다. 그는 시즌 잔여 기간동안 빈 연고 구단의 경기에 21번 출전했고, 1부 리그 첫 골을 신고했다. 이 시즌은 오스트리아 리그 우승의 수확을 거두며 마쳤다.
2006년 시즌을 앞두고, 키나스트는 노르웨이의 하마르카메라테네에 임대되었다. 그는 상반기 경기에 선전했고, 결국 완전 이적에 성공했다. 그러나, 그는 소속 구단의 강등을 막지 못했다. 이듬해 하메르카메라테네는 노르웨이 최상위 리그로 복귀했고, 키나스트는 소속 구단의 주축 선수로 맹활약하며 14골을 기록했다.
2008년 5월 27일 기준으로, 키나스트는 1부 리그 복귀 원년인 2008년 시즌에 무득점으로 침묵했다.
2008년 7월 31일, 키나스트는 스웨덴 알스벤스칸의 헬싱보리로 시즌 잔여 기간동안 임대되었고, 완전 이적할 가능성도 열어놓았다. 2013년 11월 26일, 키나스트는 아우스트리아 빈 역사상 첫 챔피언스리그 조별 리그 득점의 주인공이 되었는데, 1-1로 비긴 포르투 원정 경기에서 골문을 열었다.
아우스트리아 빈에서 3년 활약한 그는 2015년 1월에 슈투름 그라츠로 복귀했다.

### 이후 행보
2019년 7월, 키나스트는 슈트리핑의 선수 겸 수석 코치를 맡았다. 그는 2020년 여름에 구단을 떠났다.
2021년 2월 10일, 키나스트는 로켄하우스-라터스도프에 입단했다. 그 외에도, 키나스트는 퍼스트 비엔나의 U-18 감독으로 2021년 6월 14일에 임명되었다.

## 국가대표팀 경력
키나스트는 오스트리아 국가대표팀 경기에 11번 출전했다. 그는 2008년 5월 27일에 1-0으로 이긴 나이지리아와의 평가전에서 1골 기록했다. 그 경기 후, 요제프 히커스베르거 감독은 유로 2008 최종 명단에 그의 이름을 올렸다.

## 사생활
로만은 라피트 빈의 전 선수 볼프강의 아들이자 전 오스트리아 국가대표 선수 라인하르트의 조카이다.

## 수상
라피트 빈
- 오스트리아 분데스리가: 2004–05

슈투름 그라츠
- 오스트리아 분데스리가: 2010–11